# Chandra (bog)
Chandra (sanskrt चन्द्र, Candra = "Mjesec") bog je Mjeseca, noći i biljaka. Poznat i kao Soma (सोम), Chandra je bog snažnog libida te jedan od devet „hinduističkih planeta”.
Chandra je spomenut u epovima Ramajani i Mahabharati kao lunarno božanstvo.

## Mitologija
Chandra se oženio kćerima boga Dakshe, ali je počinio preljub, imavši spolnu vezu s Tarom, Brihaspatijevom suprugom.

## Poveznice
- Chandrin ženski pandan – Selena